# 2011年の地震
2011年の地震のリスト。マグニチュード6以上または大きな損害、死者の発生、その他特筆される地震をまとめる。注記がない限りUTCで表す。

## 過去10年間との比較
| マグニチュード | 2000 | 2001 | 2002 | 2003 | 2004 | 2005 | 2006 | 2007 | 2008 | 2009 | 2010 | 2011 |
| -------------- | ---- | ---- | ---- | ---- | ---- | ---- | ---- | ---- | ---- | ---- | ---- | ---- |
| 8 - 9.9        | 1    | 1    | 0    | 1    | 2    | 1    | 2    | 4    | 0    | 1    | 1    | 1    |
| 7 - 7.9        | 14   | 15   | 13   | 14   | 14   | 10   | 9    | 14   | 12   | 16   | 21   | 18   |
| 6 - 6.9        | 146  | 121  | 127  | 140  | 141  | 140  | 142  | 178  | 168  | 144  | 151  | 204  |
| 5 - 5.9        | 1344 | 1224 | 1201 | 1203 | 1515 | 1693 | 1712 | 2074 | 1768 | 1896 | 1963 | 2271 |
| 計             | 1505 | 1361 | 1341 | 1358 | 1672 | 1844 | 1865 | 2270 | 1948 | 2057 | 2136 | 2494 |

- Note that an increase in detected earthquake numbers does not necessarily represent an increase in earthquakes per se. Population increase, habitation spread, and advances in earthquake detection technology all contribute to higher earthquake numbers being recorded over time. USGS's Earthquake Myths has more information.

- より正確な時間と場所はUSGSとEMSCを参照

## 概要

### 死者数
| ランク | 死者数 | マグニチュード | 場所                                 | 日付     |
| ------ | ------ | -------------- | ------------------------------------ | -------- |
| 1      | 20,896 | 9.0            | 日本・東北                           | 3月11日  |
| 2      | 604    | 7.1            | トルコ・ヴァン                       | 10月23日 |
| 3      | 185    | 6.3            | ニュージーランド・クライストチャーチ | 2月22日  |
| 4      | 151    | 6.8            | ミャンマー                           | 3月24日  |
| 5      | 111    | 6.9            | インド北東部                         | 9月18日  |
| 6      | 40     | 5.7            | トルコ・ヴァン                       | 11月9日  |
| 7      | 26     | 5.5            | 中国・盈江                           | 3月10日  |
| 8      | 14     | 6.2            | キルギス                             | 7月19日  |
| 9      | 12     | 6.7            | インドネシア・アチェ                 | 9月5日   |
| 10     | 10     | 5.1            | スペイン・ロルカ                     | 5月11日  |

- 注: 死者10人以上

### マグニチュード
| ランク | マグニチュード | 死者数 | 場所                                         | 日付     |
| ------ | -------------- | ------ | -------------------------------------------- | -------- |
| 1      | 9.0            | 20,896 | 日本・東北                                   | 3月11日  |
| 2      | 7.9            | 0      | 日本・東北                                   | 3月11日  |
| 3      | 7.7            | 0      | 日本・東北                                   | 3月11日  |
| 4      | 7.6            | 0      | ニュージーランド・ケルマディック諸島         | 7月6日   |
| 5      | 7.4            | 0      | ニュージーランド・ケルマディック諸島         | 10月21日 |
| 6      | 7.3            | 0      | 日本・本州                                   | 3月9日   |
| 6      | 7.3            | 0      | フィジー                                     | 9月15日  |
| 8      | 7.2            | 3      | パキスタン                                   | 1月18日  |
| 8      | 7.2            | 0      | アメリカ合衆国・アラスカ・アリューシャン列島 | 6月23日  |
| 8      | 7.2            | 604    | トルコ・ヴァン                               | 10月23日 |
| 11     | 7.1            | 0      | チリ                                         | 1月2日   |
| 11     | 7.1            | 4      | 日本・宮城県沖                               | 4月7日   |
| 11     | 7.1            | 0      | バヌアツ・ポートビラ                         | 8月20日  |
| 11     | 7.1            | 0      | パプアニューギニア・ラエ                     | 12月14日 |
| 15     | 7.0            | 0      | アルゼンチン・サンティアゴ・デル・エステロ   | 1月1日   |
| 15     | 7.0            | 0      | ロイヤルティ諸島                             | 1月13日  |
| 15     | 7.0            | 0      | 日本・本州                                   | 7月10日  |
| 15     | 7.0            | 0      | バヌアツ・ポートビラ                         | 8月20日  |
| 15     | 7.0            | 0      | バヌアツ・イサンゲル                         | 9月3日   |

- 注: マグニチュード7.0以上

## 各月の地震

### 1月
- マグニチュード 7.0 アルゼンチン・サンティアゴ・デル・エステロ州, 1月1日 震源の深さ583.6 km, 弱い揺れ[4]
- マグニチュード 7.1 チリ中部沿岸, 1月2日[5]
- マグニチュード 6.3 ニューカレドニア・ロイヤルティ諸島, 1月5日[6]
- マグニチュード 6.9 バヌアツ 1月9日[7]
- マグニチュード 6.4 バヌアツ 1月9日[7]
- マグニチュード 6.0 チリ 1月10日[7]
- マグニチュード 6.5 小笠原群島 1月12日[8]
- マグニチュード 6.1 フィジー諸島 1月13日[7]
- マグニチュード 7.0 ニューカレドニア・ロイヤルティ諸島, 1月13日[9]
- マグニチュード 6.0 インドネシア・スマトラ島, 1月17日[10]
- マグニチュード 7.2 パキスタン 1月18日[11]
- マグニチュード 6.1 タジキスタン 1月24日[12]
- マグニチュード 6.1 インドネシア, 1月26日[13]
- マグニチュード 6.2 イラン南東部 1月27日[14]
- マグニチュード 6.2 ヤンマイエン島 1月29日[15]
- マグニチュード 6.0 トンガ 1月31日[16]

### 2月
- マグニチュード 6.0 サモアの南 2月3日[17]
- マグニチュード 6.4 ミャンマー-インド国境 2月4日, 死者1人[18][19]
- マグニチュード 6.4 ソロモン諸島 2月7日[20]
- マグニチュード 6.5 セレベス海 2月10日[21]
- マグニチュード 6.6 セレベス海 2月10日 前回の地震の直後[17]
- マグニチュード 6.8 チリ・ビオビオ州沖, 2月11日[22]
- マグニチュード 6.3 チリ・ビオビオ州, 2月11日[22]
- マグニチュード 6.0 チリ, 2月11日[17]
- マグニチュード 6.1 チリ・コンセプシオン県, 2月12日[17]
- マグニチュード 6.1 トンガ 2月12日[23]
- マグニチュード 6.0 チリ・タルカワノ沿岸, 2月13日[17]
- マグニチュード 6.6 チリ・マウレ州沖, 2月14日[24]
- マグニチュード 6.1 インドネシア・スラウェシ島 2月15日[25]
- マグニチュード 6.2 ロシア・カムチャッカ半島沖 2月20日[17]
- マグニチュード 6.6 フィジーの南 2月21日[26]
- マグニチュード 6.3 ニュージーランド・カンタベリー地方, 2月22日, 死者185人[27]
- マグニチュード 6.0 メキシコ・ベラクルス州, 2月25日[28]

### 3月
- マグニチュード 6.0 チリ・イースター島, 3月1日[29]
- マグニチュード 6.2 チリ・タラパカ州, 3月6日[30]
- マグニチュード 6.5 サウスサンドウィッチ諸島 3月6日[31]
- マグニチュード 6.6 ソロモン諸島 3月7日[32]
- マグニチュード 7.3 日本・本州沖, 3月9日[33]
- マグニチュード 6.5 パプアニューギニア 3月9日[34]
- マグニチュード 5.4 ミャンマー-中国国境 3月10日[35]
- マグニチュード 6.5 バリ海 3月10日[36]
- マグニチュード 9.0 日本・本州, 3月11日,東北地方太平洋沖地震,大きな津波が発生、多くの死者、負傷者を出した。[37]

- 注: 東北地方太平洋沖地震（3月11日）の余震はとても多いため除外した。

- マグニチュード 6.1 トンガ 3月12日[38]
- マグニチュード 6.3 バヌアツ 3月17日[39]
- マグニチュード 6.1 フィリピン・ルソン島 3月20日[40]
- マグニチュード 6.1 大西洋中央海嶺 3月22日[41]
- マグニチュード 6.8 ミャンマー・シャン州の東 3月24日, ミャンマーとタイの両方で被害[42]

### 4月
- マグニチュード 6.0 日本・本州 4月1日[43]
- マグニチュード 6.1 ギリシャ・ドデカネス諸島, 4月1日[44]
- マグニチュード 6.0 チリ・タラパカ州, 4月2日[45]
- マグニチュード 6.8 インドネシア・ジャワ島, 4月3日, 死者1人[46]
- マグニチュード 6.4 フィジー 4月3日[47]
- マグニチュード 6.0 インドネシア・スマトラ島, 4月6日[48]
- マグニチュード 6.7 メキシコ・ベラクルス州, 4月7日[49]
- マグニチュード 7.1 日本・本州, 4月7, 死者4人[50]
- マグニチュード 6.2 日本・九州, 4月9日[51]
- マグニチュード 6.6 日本・本州, 4月11日, 死者7人[1][52][53]
- マグニチュード 6.2 日本・本州, 4月11日[54]
- マグニチュード 6.0 日本・本州, 4月12日[55]
- マグニチュード 6.1 日本・本州, 4月13日[56]
- マグニチュード 6.6 ニュージーランド・ケルマディック諸島, 4月18日[57]
- マグニチュード 6.2 日本・本州, 4月21日[58]
- マグニチュード 6.9 ソロモン諸島 4月23日[59]
- マグニチュード 6.0 日本・本州, 4月23日[60]
- マグニチュード 6.1 インドネシア・スラウェシ島, 4月24日[61]
- マグニチュード 6.2 パナマ 4月30日[62]

### 5月
- マグニチュード 6.1 日本・本州, 5月5日[63]
- マグニチュード 6.3 オーストラリア・マッコーリー島の西, 5月9日[64]
- マグニチュード 6.8 ニューカレドニア・ロイヤルティ諸島, 5月10日[65]
- マグニチュード 5.1 スペイン・ロルカ, 5月11日, 死者10人[要出典]
- マグニチュード 6.0 コスタリカ 5月13日[66]
- マグニチュード 6.1 日本・本州, 5月13日[67]
- マグニチュード 6.0 アフガニスタン, 5月14日[68]
- マグニチュード 6.5 パプアニューギニア・ブーゲンビル州 5月15日[69]
- マグニチュード 5.8 トルコ・キュタヒヤ県 5月19日, 少なくとも死者2人[70][71]

### 6月
- マグニチュード 6.3 チリ, 6月1日[72]
- マグニチュード 6.1 日本・本州, 6月3日[73]
- マグニチュード 6.4 オーストラリア・マッコーリー島の西, 6月5日[74]
- マグニチュード 6.3 ニュージーランド・クライストチャーチ, 6月13日, マグニチュード 5.7の前震があった[75][76][77]
- マグニチュード 6.3 モルッカ海 6月13日[78]
- マグニチュード 6.4 パプアニューギニア・ニューブリテン島, 6月16日[79]
- マグニチュード 6.5 チリ・アントファガスタ, 6月20日[80]
- マグニチュード 6.1 ソロモン諸島・サンタクルーズ諸島, 6月21日[81]
- マグニチュード 6.7 日本・本州, 6月22日[82]
- マグニチュード 7.2  アリューシャン列島・アラスカ・フォックス諸島, 6月24日[83]
- マグニチュード 6.3 ソロモン諸島・サンタクルーズ諸島 6月24日[84]
- マグニチュード 6.4 インドネシア・パプア州, 6月26日[84]
- マグニチュード 5.4 日本・長野県 6月30日, 死者1人[要出典]

### 7月
- マグニチュード 6.5 ニュージーランド・北島 7月5日[85]
- マグニチュード 7.6 ニュージーランド・ケルマディック諸島, 7月6日[86]
- マグニチュード 6.0 ニュージーランド・ケルマディック諸島, 7月7日[87]
- マグニチュード 7.0 日本・本州, 7月10日[88]
- マグニチュード 6.4 フィリピン・ネグロス島, 7月11日[89]
- マグニチュード 6.0 チリ・カルデナル・カロ県, 7月15日[90][91]
- マグニチュード 6.1 アメリカ合衆国・アラスカ, 7月16日[92]
- マグニチュード 6.1 ウズベキスタン、キルギスおよびタジキスタンのフェルガナ盆地 7月19日, 死者14人[93]
- マグニチュード 6.0 ソロモン諸島 7月20日[94]
- マグニチュード 6.0 フィジー 7月22日[95]
- マグニチュード 6.4 日本・本州, 7月23日[96]
- マグニチュード 6.2 日本・本州, 7月24日[97]
- マグニチュード 6.2 パプアニューギニア・ニューアイルランド州, 7月25日[98]
- マグニチュード 6.7 フィジー, 7月29日[99]
- マグニチュード 6.4 日本・本州 7月30日[100]
- マグニチュード 6.2 バヌアツ 7月31日[101]
- マグニチュード 6.8 パプアニューギニア, 7月31日[102]

### 8月
- マグニチュード 6.1 千島列島 8月4日[103]
- マグニチュード 6.0 アセンション島 8月10日[104]
- マグニチュード 6.1 セラム海 8月16日[105]
- マグニチュード 6.1 日本・本州, 8月17日[106]
- マグニチュード 6.2 フィジー 8月19日[107]
- マグニチュード 6.2 日本・本州, 8月19日[108]
- マグニチュード 7.1 バヌアツ・ポートビラ, 8月20日[109][110]
- マグニチュード 6.1 インドネシア・スマトラ島の南西, 8月22日[111]
- マグニチュード 5.8 ヴァージニア州 8月23日[112]
- マグニチュード 6.8 ペルー、ブラジルの国境付近 8月24日 地元の新聞はリオとリオブランコで地震を観測したと報じた。[113]
- マグニチュード 6.2 バヌアツ・ポートビラ, 8月24日[114]
- マグニチュード 6.8 インドネシア・バンダ海, 8月30日[115]

### 9月
- マグニチュード 6.0 ソロモン諸島・サンタクルーズ諸島, 9月1日[116]
- マグニチュード 6.8 アラスカ・アリューシャン列島・フォックス諸島, 9月2日[117]
- マグニチュード 6.7 アルゼンチン・サンティアゴ, 9月2日[118]
- マグニチュード 6.4 サウスサンドウィッチ諸島・ビソコイ島, 9月3日[119]
- マグニチュード 7.0 バヌアツ・イサンゲル, 9月3日[120]
- マグニチュード 6.2 サモア・アピア, 9月5日[121]
- マグニチュード 6.6 インドネシア・スマトラ島メダンの南西 9月5日, 死者12人[122][123]
- マグニチュード 6.4 カナダ・ブリティッシュコロンビア州キャンベルリバー, 9月9日[124]
- マグニチュード 6.0 バヌアツ・ポートビラ, 9月11日[125]
- マグニチュード 6.2 パプアニューギニア・ウェワク, 9月12日[126]
- マグニチュード 6.1 アラスカ・アリューシャン列島, 9月14日[127]
- マグニチュード 6.0 ニュージーランド・北島の東, 9月15日[128]
- マグニチュード 6.2 日本・本州, 9月15日[129]
- マグニチュード 7.3 フィジー 9月15日[130]
- マグニチュード 6.6 日本・本州, 9月16日[131]
- マグニチュード 6.0 日本・本州, 9月16日[132]
- マグニチュード 6.9 インド・シッキム州ネパールとの国境付近, 9月18日, 少なくとも111人死亡[133][134]
- マグニチュード 5.8 グアテマラシティの南東 9月19日, 地滑りが発生し、3人死亡[135]
- マグニチュード 6.5 トンガ 9月22日[136]

### 10月
- マグニチュード 2.4 日本・本州 10月7日 登山中落石により1人死亡
- マグニチュード 6.1 ケルマディック諸島 10月7日[137]
- マグニチュード 6.1 130 インドネシア・バリ島デンパサールの南南西130 km 10月13日[138]
- マグニチュード 6.5 パプアニューギニア 10月14日[139]
- マグニチュード 6.1 ロシア・アムール州 10月14日[140]
- マグニチュード 6.0 パプアニューギニア・ニューブリテン島 10月18日[141]
- マグニチュード 6.1 日本・北海道 10月21日[142]
- マグニチュード 7.4 ケルマディック諸島 10月21日[143]
- マグニチュード 7.1 トルコ・ヴァン 10月23日[144] マグニチュード 6.0の余震が発生した[145]
- マグニチュード 6.0 フィジー・バヌアレブ島の南東 10月27日[146]
- マグニチュード 6.9 ペルー 10月28日, 死者1人。[147]
- マグニチュード 3.5 インド・シッキム州 10月29日, 死者2人[1]

### 11月
- マグニチュード 6.3 メキシコ・レビジャヒヘド諸島 11月1日[148]
- マグニチュード 6.2 太平洋南極海嶺 11月2日[149]
- マグニチュード 6.9 日本・久米島 11月8日[150]
- マグニチュード 5.6 トルコ・ヴァン 11月9, 死者40人[151][152]
- マグニチュード 6.3 インドネシア・モルッカ海 11月14日[153]
- マグニチュード 6.0 ニュージーランド・ギズボーン 11月18日[154]
- マグニチュード 6.6 ボリビア・ベニ県 11月22日[155]
- マグニチュード 6.1 日本・本州 11月23日[156]
- マグニチュード 6.2 日本・北海道 11月24日[157]
- マグニチュード 6.4 パプアニューギニア・ニューアイルランド州 11月28日[158]
- マグニチュード 6.0 フィリピン・ルソン島 11月30日[159]

### 12月
- マグニチュード 6.1 チリ・アタカマ砂漠 12月7日[160]
- マグニチュード 6.5 メキシコ・ゲレーロ州 12月10日, 死者3人[161][162]
- マグニチュード 6.2 サウスサンドウィッチ諸島 12月11日[163]
- マグニチュード 6.0 インドネシア・北スラウェシ州、ゴロンタロ州 12月13日[164]
- マグニチュード 7.1 パプアニューギニア・ニューギニア島ラエ 12月14日[165]
- マグニチュード 6.3 ニュージーランド・ケルマディック諸島の南 12月15日[166]
- マグニチュード 5.1, 5.3 プエルトリコ12月17日[166]
- マグニチュード 6.0 トンガ・ヒヒフォ 12月26日[167]
- マグニチュード 6.6 ロシア・クズル 12月27日[168]